# Memórias de Ontem
Memórias de Ontem (おもひでぽろぽろ, Omoide Poro Poro) é um filme animado japonês de 1991, dirigido e escrito por Isao Takahata, baseado no mangá homônimo de Hotaru Okamoto e Yuko Tone, lançado em 1982. É a quinta produção do Studio Ghibli, e a empresa Toho ficou encarregada de sua distribuição. O filme é considerado um marco importante para os filmes animados, devido à originalidade do tema proposto, já que a vida amorosa de uma mulher de 27 anos é um tema bastante incomum na animação.
Comercialmente, Memórias de Ontem foi um sucesso na bilheteria, atraindo um grande público adulto e se tornando o longa-metragem mais bem-sucedido em 1991 no Japão, além de ser bem recebido pela crítica japonesa e internacional, no Rotten Tomatoes detém uma classificação de 100%. Nos Estados Unidos, foi lançado 25 anos após o seu lançamento original, distribuído no país pela GKIDS, e no Brasil em 10 de julho de 1993, apenas nos formatos de mídia física. O portal britânico BroadbandChoices, fez uma análise dos filmes mais pesquisados do Studio Ghibli ao redor do mundo e classificou o filme em 18.º lugar com 1,23%.

## Enredo
Em 1982, Taeko Okajima (岡島タエ子, Okajima Taeko) é mulher de 27 anos, solteira e que viveu toda sua vida em Tóquio. Decide viajar a Yamagata para visitar a família do cunhado e ajudar na colheita anual de açafrão-bastardo. Enquanto viajava à noite no trem, Taeko começa a recordar memórias de si mesma como estudante em 1966, e o seu desejo intenso de ir de férias como os seus colegas de turma, todos eles com família fora da grande cidade.
Ao chegar na estação, fica surpresa ao descobrir que o primo de segundo grau do seu cunhado, Toshio, que mal conhece, é quem veio buscá-la. Durante a sua estadia em Yamagata, Taeko fica cada vez mais nostálgica e melancólica por suas recordações da infância, simultaneamente, luta com problemas da vida adulta, relacionados a amor e a carreira. A viagem faz com que venham à tona memórias até então esquecidas, tais como o primeiro amor, a puberdade, o crescimento, as frustrações da matemática e dos rapazes. Entre o presente e o passado, Taeko pergunta-se se tem sido fiel aos sonhos da sua infância, e percebe que Toshio a tem ajudado ao longo do caminho. A personagem enfrenta o seu verdadeiro "eu", a forma como vê o mundo e as pessoas à sua volta, e ao final escolhe ficar no campo em vez de regressar a Tóquio.

## Elenco
O elenco de Memórias de Ontem é composto por:
- Taeko Okajima (aos 10 anos) e Miki Imai (aos 27 anos) como Taeko Okajima (岡島タエ子, Okajima Taeko)
- Toshirō Yanagiba como Toshio (トシオ)
- Mayumi Iizuka como Tsuneko Tani (谷ツネ子, Tani Tsuneko)
- Mei Oshitani como Aiko (アイ子)
- Megumi Komine como Toko (トコ)
- Yukiyo Takizawa como Rie (リエ)
- Masashi Ishikawa como Suu (スー)
- Yūki Masuda como Shuuji Hirota (広田秀二, Hirota Shūji)
- Michie Terada como Sr.ª Okajima
- Masahiro Itō como Sr. Okajima
- Yorie Yamashita como Nanako Okajima (岡島ナナ子, Okajima Nanako)
- Yuki Minowa como Yaeko Okajima (岡島ヤエ子, Okajima Yaeko)
- Chie Kitagawa como vovó Okajima[nota 2]
- Kōji Gotō como Kazuo (カズオ)
- Sachiko Ishikawa como Kiyoko (キヨ子)
- Masako Watanabe como Naoko (ナオ子)
- Shin Itō como vovó[nota 3]

## Produção

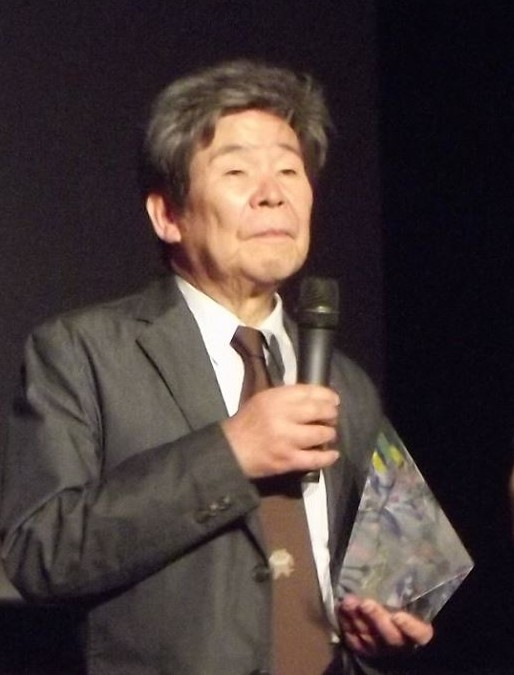
Isao Takahata (foto) diretor e roteirista do filme.

Memórias de Ontem é baseado no mangá homônimo, escrito por Hotaru Okamoto com ilustrações de Yūko Tone, e publicado em 1988 pela Seirindō Publishing House. A obra em 1990, foi relançanda pela Animage em três volumes, e narra a infância de Taeko em 1966. O mangá foca exclusivamente na história de Taeko como uma criança nos anos 60 e de forma autobiográfica. Já a sua vida adulta nos anos 80 e a viagem à Yamagata, são ideias originais de Isao Takahata. O conceito de tentar adaptar à HQ já existia dentro do Studio Ghibli deste o final dos anos 80, entretanto, Takahata considerou que não era adaptável ao cinema no seu estado atual, sem qualquer enredo. O roteirista teve, portanto, a ideia de inserir um tempo narrativo adicional na trama.
A produção da animação foi facilitada pelo sucesso do trabalho anterior do Studio Ghibli, Majo no Takkyūbin, que permitiu ao estúdio embarcar em projetos mais ambiciosos. Visualmente, o filme é constituído sobre uma oposição estilística entre o passado e o presente. O estilo adotado nas cenas dos anos 80, visa um realismo muito forte, característico nas produções de Takahata, e os detalhes são apresentados com grande meticulosidade, tanto os traços faciais quanto os cenários. O animador responsável pelas cores, Yasuda Michiyo, explica, por exemplo, que para algumas cenas, foram analisadas mais de 450 cores para escolher a mais realista. Outros detalhes que contribuem para o sentido de realismo, são, por um lado, a música, cartazes, anúncios e programas de televisão que trazem recordações do Japão dos anos 60; e por outro, a precisão "quase documental" com que os anos 80 é retratado. A história do filme é ambientada no distrito de Takase, na província de Yamagata, e as estações Takase e Yamadera ao longo da linha Senzan aparecem na produção. Os personagens foram desenhados por Yoshifumi Kondō, e com supervisão artística de Kazuo Oga.

### Trilha sonora
Composta por Katsu Hoshi, a trilha sonora de Memórias de Ontem apresenta músicas originárias do Leste Europeu, traçando um paralelo entre o mundo camponês e a vida rural japonesa. Muitas canções populares estão presentes no filme, tais como "Frunzuliță lemn adus (cântec de nuntă)", uma canção romena escrita por Gheorghe Zamfir e utilizada durante algumas cenas panorâmicas, como a chegada de Taeko à fazenda. A música húngara também está representada na obra, com canções do grupo Muzsikás, da artista Márta Sebestyén, entre outras. Entre as muitas faixas utilizadas, há também uma italiana, "Stornelli", do álbum Italie Eternelle - Chant & Danses.
Nos créditos finais, é apresentada a faixa "Ai wa Hana, Kimi wa Sono Tane" (愛は花、君はその種子), uma versão em língua japonesa de "The Rose", interpretada pela cantora estadunidense Amanda McBroom, e em japonês por Harumi Miyako, cuja tradução foi feita por Hoshi.

## Distribuição
Memórias de Ontem foi lançado no Japão em julho de 1991 e obteve uma boa recepção nas bilheteiras apesar de ser um drama destinado a um público maduro; tendo em conta que a protagonista é uma jovem de 27 anos, o que é invulgar nos filmes de anime nipônicos. No entanto, apesar do sucesso da animação em seu país de origem, a obra não foi lançada em nenhum outro território durante uma década. A Alemanha foi o primeiro país ocidental onde Memórias de Ontem foi lançado e também o primeiro distribuído com dublagem na língua local. Em países de língua inglesa como a Austrália e o Reino Unido, sua distribuição ocorreu sem dublagem em inglês e apenas com legendas. Foi o primeiro longa-metragem do Studio Ghibli a ser distribuído desta forma. Em países francófonos como a França, Bélgica e Suíça, a película foi distribuída em outubro de 2007 e lançada diretamente em DVD, sem áudio em francês. Posteriormente, ficou disponível no catálogo da Netflix e, desta vez, com dublagem em francês.

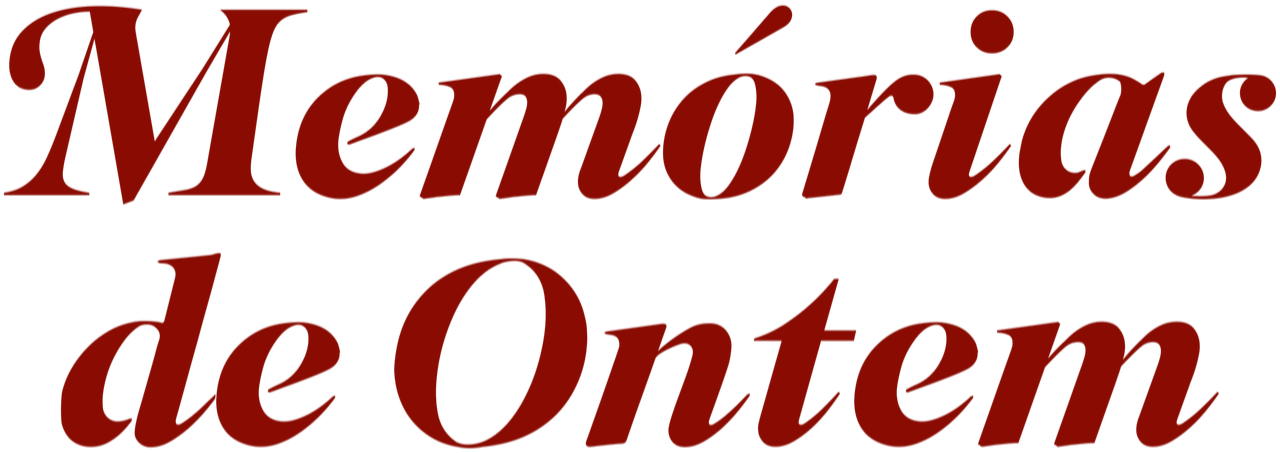
Logótipo em português utilizado para a distribuição de Memórias de Ontem no Brasil.

Embora a Disney possuísse os direitos de distribuição do filme, decidiu não lança-lo em países como os Estados Unidos ou o Canadá, pois, se tratava de um longa-metragem para adultos. Mesmo assim, o filme foi transmitido pelo Turner Classic Movies em janeiro de 2006, e subsequentemente estreou no Festival Internacional de Cinema de Animação de Nova Iorque, tendo a sua estreia oficial em território estadunidense, onde foram exibidas numerosas produções do estúdio, incluindo o inédito Umi ga Kikoeru. Em alguns países da América Latina, foi distribuído em 2011 pela Zima. No Brasil, Memórias de Ontem foi lançado em 10 de julho de 1993, quase dois anos após o lançamento original.

## Recepção

### Bilheteria
Memórias de Ontem foi o filme de maior bilheteria de 1991 no Japão, lucrando 1,870 bilhão de ienes. Com o seu lançamento tardio, o filme estreou na Rússia em 8 de maio de 2008 e arrecadou 9 041 dólares, ficando atrás de The Ruins, ao todo, a obra lucrou no país 19 867 dólares. Memórias de Ontem conquistou um total de 453 243 dólares nos Estados Unidos, representando 86,2% do lucro. Em sua estreia no país, obteve um lucro de 14 970, e em seu último fim de semana conseguiu apenas 52 dólares, registrando uma queda de 98,6%.
Na Finlândia, Memórias de Ontem faturou 8 141 em sua estreia, arrecadando ao total 26 781 dólares. Devido ao seu lançamento limitado no Reino Unido, por lá a receita do filme foi de 5 044 dólares em doze cinemas. Em dois países da Oceania, o longa-metragem arrecadou (em dólares): 33 195, na Austrália, e 7 695, na Nova Zelândia. Mundialmente, Memórias de Ontem arrecadou 545 825 dólares.

### Crítica
Memórias de Ontem foi amplamente aclamado pelos críticos contemporâneos. No agregador de resenhas Rotten Tomatoes, o filme recebeu o "Certified Fresh" e marca uma pontuação de 100%, com base em 56 resenhas, e registra uma nota 8,4 de 10. No Metacritic, que atribui uma média aritmética ponderada com base em 100 comentários de críticos mainstream, o filme recebe uma pontuação média de 90 pontos, com base em 19 comentários, indicando "aclamação universal".
Nicolas Rapold, do The New York Times, fez uma crítica positiva ao filme, dizendo que "[a] obra do Sr. Takahata, sendo baseada em um mangá, parece crescer também em seu impacto, tanto quanto Taeko chega a uma mais rica compreensão do que quer e de como quer viver". O crítico de cinema Peter Travers, da revista Rolling Stone, deu ao longa-metragem quatro estrelas e meia, de quatro, registando: "Memórias de Ontem é mais calmo e menos demonstrativo; assim como Kaguya-hime no Monogatari, Takahata criou Memórias de Ontem para marcar". Kenneth Turan, do Los Angeles Times, aclamou-o afirmando que a produção é "uma história realista e pessoal". Na publicação ao Entertainment Weekly, Devan Coggan escreveu: "Memórias de Ontem pode ter sido lançado em 1991, mas a reflexão da protagonista sobre a condição feminina é verdadeiramente atemporal". Tom Huddleston, do Time Out London, destacou sua narrativa como simples, reflexiva, bonita e nostálgica. "É outra grandiosa produção do estúdio, cheia de imagens ricas em cores, finamente detalhadas e muitas vezes extravagantes", disse Tom Keogh, do The Seattle Times.
Nota "quatro estrelas" vieram de Glenn Kenny, do RogerEbert.com, e "três" de Brad Wheeler, do The Globe and Mail; com Kenny dizendo que "como Kaguya, Memórias de Ontem é uma consideração empática da situação das mulheres na sociedade japonesa — e é também uma obra de arte", com Wheeler finalizando: "[a] metáfora da borboleta é empregue por Takahata, um cineasta cujo seu encantador filme demorou 25 anos para chegar na hora certa". Oleg Ivanov, do website Slant Magazine, disse que a obra utiliza os melodramas familiares para revelar as restrições sociais subtis que inibem as pessoas, particularmente as mulheres, de atingirem a sua autorrealização.

### Prêmios
| Ano  | Premiação                    | Categoria              | Destinatário(s)   | Resultado | Ref.   |
| ---- | ---------------------------- | ---------------------- | ----------------- | --------- | ------ |
| 1991 | Golden Gross Prize           | Prêmio de Excelência   | Memórias de Ontem | Ouro      | [ 59 ] |
| 1992 | Prêmios da Academia do Japão | Prêmio de Popularidade | Memórias de Ontem | Venceu    | [ 60 ] |

## Adaptação ao teatro
Em 2010, foi anunciado que Memórias de Ontem seria adaptado para o teatro, sendo a primeira obra do Studio Ghibli para os palcos. O musical estreou em 16 de abril de 2011, no The Galaxy Theatre, em Tóquio, continuando até 2012. A atriz Hikaru Asami interpretou Taeko quando adulta e Shiina Ishimaru aos seus dez anos. O cartaz de divulgação da produção foi feito por Kazuo Oga, supervisor artístico da animação de Takahata.

## Análises
Memórias de Ontem é caracterizado por dois temas centrais: os valores positivos da vida rural e tradicional, em contraste com a cidade contemporânea de Tóquio, e a introspecção psicológica da personagem principal, de acordo com Susan Jolliffe Napier.

### Valores tradicionais
Memórias de Ontem é sobretudo um tributo à vida camponesa em declínio e à satisfação encontrada no trabalho árduo da agricultura, em contraste com o tedioso emprego de um escritório. Para Taeko, o campo representa nostalgia, um sentimento predominante no filme, com os valores tradicionais do Japão sendo transmitidos através das retrospectivas da protagonista. Para S. J. Napier, Takahata encena duas categorias de nostalgia, uma pessoal e uma comum. No entanto, Colin Odell e Michelle Le Blanc notaram que o sentimento nostálgico é uma sensação de sonhos não realizados e de uma infância passiva.
O filme ilustra uma ocidentalização e a mudança de um lugar arquipélago no mundo que sujeitou os seus habitantes a uma rápida transformação na sociedade. Nos anos 80, surgiram campanhas no Japão que encorajaram os habitantes das cidades a retornarem ao campo. Takahata já mostrava o interesse pelas boas práticas agrícolas, em particular a agricultura biológica, que estava surgindo na época. A posição da mulher também é destacada nas épocas em que decorrem o filme, embora não seja questionada a escolha quase irreconciliável das mulheres japonesas entre a sua carreira e o seu casamento.

### Recordações
As recordações de Taeko remontam a quando tinha dez anos. Esta idade é o tempo do primeiro amor, da entrada na puberdade e da consciência do "eu" como elemento da vida comunitária e social. Para S. J. Napier, é tudo uma questão da personagem de se conformar com as suas memórias, de modo a fazer uma escolha certa, casar-se no campo ou ter uma carreira na cidade. Evidentemente, Takahata expressa no seu filme que a vida comunitária propicia a libertação dos sonhos e frustrações egoístas da infância, e para alcançar este objetivo pessoal, as memórias ressoam fortemente em Taeko até à sua escolha final. Takahata também evoca em sua obra a metáfora da borboleta, que consiste primeiro na fase larval e depois no estágio de crisálida.

### Influências de Isao Takahata
No momento da criação de Memórias de Ontem, os trabalhos de Isao Takahata, marcados pelo realismo na encenação da vida cotidiana, são bem estabelecidos, desde Hotaru no Haka, e evoluem para integrar progressivamente a dimensão psicológica dos personagens. Além das obras de Takahata, vários temas recorrentes nas produções do Studio Ghibli, em geral, estão presentes em Memórias de Ontem, de acordo com a tipologia de Odell e Le Blanc: os valores tradicionais (como em Tonari no Totoro e Sen to Chihiro no Kamikakushi), a vida comunitária (Tenkū no Shiro Rapyuta) e a ecologia (Mononoke Hime), são três temas que Takahata trabalhou em seu longa-metragem posterior, Heisei Tanuki Gassen Ponpoko, de 1994.
O tema da nostalgia e da perda de valores está presente em várias outras animações, como em Heisei Tanuki Gassen Ponpoko, Memories, Urusei Yatsura 2: Byūtifuru Dorīmā e Mari Iyagi. A principal diferença em relação a Memórias de Ontem é que o mundo que os personagens desejam é acessível e benevolente.